# Hoyt Patrick Taylor
Hoyt Patrick Taylor, född 11 juni 1890 i Winton, North Carolina, död 12 april 1964 i Wadesboro, North Carolina, var en amerikansk demokratisk politiker. Han var viceguvernör i delstaten North Carolina 1949–1953. Han var far till Hoyt Patrick Taylor, Jr. som var viceguvernör 1969–1973. Han tjänstgjorde som viceguvernör under W. Kerr Scott och sonen under Scotts son Robert W. Scott.
Taylor studerade juridik vid Wake Forest College Law School och inledde 1914 sin karriär som advokat i Wadesboro. Han deltog i första världskriget som officer i USA:s armé, sårades och befordrades 1919 till kapten.
Taylor efterträdde 1949 Lynton Y. Ballentine som North Carolinas viceguvernör och efterträddes 1953 av Luther H. Hodges.